# KAC 마스터키
KAC 마스터키(영어: KAC Masterkey)는 레밍턴 M870을 개조하여 총열하부 장착할 수 있도록 개조한 산탄총으로, 1980년대부터 KAC에서 생산하고 있다.
총열 아래에 장착할 수 있도록 총열의 길이가 줄여졌고, 손잡이를 제거되었다. 그리고 내장 튜브 탄창에는 기본 3발에 1발을 추가하여 최대 4발까지 채울수 있다. 장착하는 방법은 M203A1과 비슷하나, 하단 핸드가드만을 떼어내고 총신의 안쪽 홈에 끼워맞추는 형태로 되어있다. 그리고 쏘기 위해서는 반드시 탄창을 꽂아 손잡이처럼 사용해야만 한다. M4에 장착할 수 있게 개발되어 있어, M16와는 호환되지 않는다.
마스터키의 뒤를 이를 후속기로 M26 MASS가 개발되었다. 이 무기는 시범적으로 아프가니스탄에서 벌어지고 있는 항구적 자유 작전에 사용되고 정식 채용됨으로써 KAC 마스터키의 개발은 끝났다.

## 같이 보기
- 레밍턴 M870
- M26 MASS